# Phyllocladus toatoa
Phyllocladus toatoa (тоатоа) — вид хвойних рослин родини подокарпових.
Тоатоа це назва виду маорійською мовою.

## Опис
Дводомне або однодомне дерево до 15 м заввишки, стовбур до 60 см діаметром. Філоклади поперемінно перисто-розсічені до 40 см довжиною. Листя неповнолітніх до 1,5 см завдовжки, лінійні, від тупих до підгострих, листяні; листя дорослих набагато менше. Чоловічі стробіли ростуть в кластерах по 10-20. Насіння горіхоподібне, бл. 3 мм у довжину.

## Поширення, екологія
Країни поширення: Нова Зеландія (Північний острів). Вид зустрічається в змішаних від субтропічного до помірно-теплого дощового лісу від близько рівня моря до 600 м. Це незначна складова лісу Каурі (Agathis australis), в якому переважають хвойні породи дерев, з ≈ 8 видами на гектар в деяких місцях. У подокарпово-листяних лісах, де покритонасінні рослини, як правило, панують, P. toatoa обмежена біднішими місцями.

## Використання
Деревина майже біла, прямо-зерниста і сильна; використовується для меблів, але рідко і зараз вид захищений від комерційної експлуатації. P. toatoa тільки вирощується в деяких ботанічних садах в регіоні з м'яким кліматом, але може бути ідеальним невеликим деревом.

## Загрози та охорона
Рубки і очищення лісу були головними загрозами для цього виду, але зараз ця загроза зникла. Політика Уряду захищає рідні рослини, як у державних заповідниках так і на приватних землях.